# Josep Lamas i Alsina
Josep Lamas i Alsina (Súria, 3 d'octubre de 1981) és un jugador d'hoquei sobre patins català, del HC Liceo de la Corunya. És fill d'Eduardo Lamas Sanchéz i germà gran del també jugador d'hoquei, Eduard Lamas i Alsina. Juga de davanter al primer equip del Liceo des del 2003.
El 2012 va ser convocat com a internacional per a primera vegada amb la selecció espanyola d'hoquei.
La temporada 2014/15 fou escollit com el millor jugador de la lliga espanyola, per davant de Marc Gual i Jordi Bargalló.

## Palmarès
Lamas ha obtingut els següents trofeus:

### HC Liceo
- 3 Co pes d'Europa (2002-03, 2010-11 i 2011-12)
- 1 Copa espanyola/Copa del Rei (2003-04)
- 1 Copa Intercontinental (2003-04)
- 1 Copa de la CERS (2009-10)
- 2 Co pes Galícia (2009 i 2010)

### Selecció espanyola
- 1 Campionat d'Europa Júnior
- 1 Campionat d'Europa Juvenil
- 1 Campionat d'Europa Sènior